# Кафе Фільйо
Жу́ан Ферна́ндіс Ка́мпус Кафе́ Фільйо (порт. João Fernandes Campos Café Filho; 3 лютого 1899 — 20 лютого 1970) — бразильський державний діяч, адвокат, віцепрезидент Бразилії (1951—1954), потім президент Бразилії (1954—1955).
Кафе Філью — перший президент Бразилії, який народився після проголошення республіки.

## На посту президента
Кафе Філью прийшов до влади 24 серпня 1954 року, коли президент Жетулью Варгас покінчив життя самогубством. Того ж дня він склав присягу та став до виконання обов'язків глави держави.
Повноваження Кафе Філью завершувались 31 січня 1956 року, однак 8 листопада 1955, за кілька днів до призначених президентських виборів, Філью пішов у відставку за станом здоров'я. Пост глави держави зайняв голова Палати депутатів Карлус Луз. Пізніше Кафе Філью намагався повернути собі владу, але цьому перешкоджали Парламент і військова верхівка, остерігаючись, що він може завадити передати владу законно обраному президенту Жуселіну Кубічеку.